# シュローヴタイド・フットボール

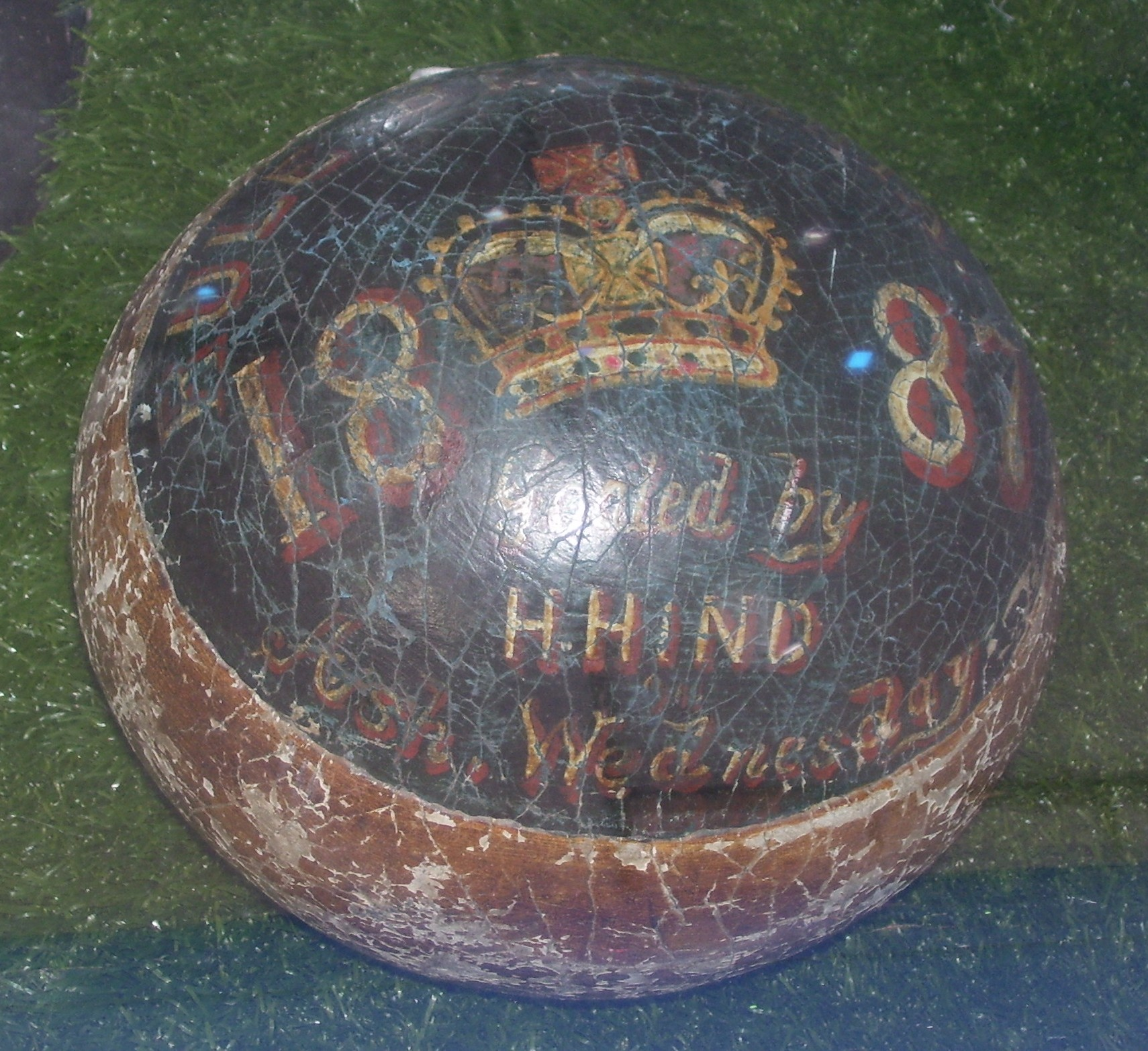
1887年の灰の水曜日にH・Hindによってゴールされたシュローブタイドボール。

シュローヴタイド・フットボール（Shrovetide Football）とは、イングランド・ダービーシャー州アッシュボーンにおいて1年に一度、告解の火曜日と灰の水曜日の2日間行われている祭りである。フットボールの起源とも言われている。Royal Shrovetide Footballとも呼ばれる。

## 歴史
シュローブタイドボールゲームはヘンリー2世の時代、少なくとも12世紀からイングランドで行われてきた。「ハグボール "hugball"」としても知られているアッシュボーンのゲームの正確な起源は、ロイヤルシュローブタイド委員会の事務所に保管されていた最初期の記録が1890年代の火事によって失われたため不明であるが、少なくとも1667年頃から行われたきた。起源に関する最も人気のある説の一つは、「ボール」は元々は処刑の後に群集に向かって放り込まれた切断された頭部であった、というものである。このようなことは起こったかもしれないが、フランスとの百年戦争の期間に行われたとされているWinchelsea Streete Gameといった球技は、敵への侮辱を示すことを意図した元々の球技が変化したものである、という方が可能性がある。
ダービーシャー州におけるフットボールに関する最初期の文献の一つは、イングランド内戦の後、1683年にチャールズ・コットン（アッシュボーン准男爵アストン・コカイン〔1608-84〕の従兄弟）によって書かれた「Burlesque upon the Great Frost」と呼ばれる詩である。
Two towns, that long that war had raged
Being at football now engaged
For honour, as both sides pretend,
Left the brave trial to be ended
Till the next thaw for they were frozen
On either part at least a dozen,
With a good handsome space between 'em
Like Rollerich stones, if you've seen 'em
And could no more run, kick, or trip ye
Than I can quaff off Aganippe.
—Charles Cotton (1630–87)
ダービーにある2つの街の間で行われていたシュローブタイド・フットボールは、「ローカルダービー」の語源としてしばしば認められている（より広く受け入れられている語源はエプソムダービー競馬である）。起源が何にせよ、「ローカルダービー」はローカルライバル間でのフットボールの試合を意味する用語として現在は認識されており、ダービーは競馬である。
2012年にナント大学のローラン・フルニエによって、ロイヤル・シュローブタイド・フットボールとフランス・ピカルディ地域圏トリコ（Tricot）で行われていたラ・スール（La soule）との間のそれまで知られていなかった繋がりが明らかにされた。フルニエは、「民俗フットボール」に関する研究を行っている際にAshbourne Telegraphのオフィスの窓に展示されている1909年のシュローブタイドボールに描かれたコカイン家（12世紀からアッシュボーンにある）の紋章が紋章学的意匠に3匹の若い雄鶏を含むこと、これが受難節の最初の水曜日と復活の月曜日にラ・スールが行われていたトリコの紋章（同様に3匹の若い雄鶏を含む）と一致することに気が付いた。

## 概説
アッシュボーン出身の人々7000人ほどが参加し、2日間に渡って開催される。
「Shrovetide シュローヴタイド」は「懺悔の三が日」のことで、復活祭（イースター）の40日前の日にあたり、毎年移動する日である。大会は、「Shrove Tuesday（懺悔の火曜日）」と、復活祭に備えて準備を始める四旬節（レント）の初日の「Ash Wednesday（灰の水曜日）」の2日間行われる。

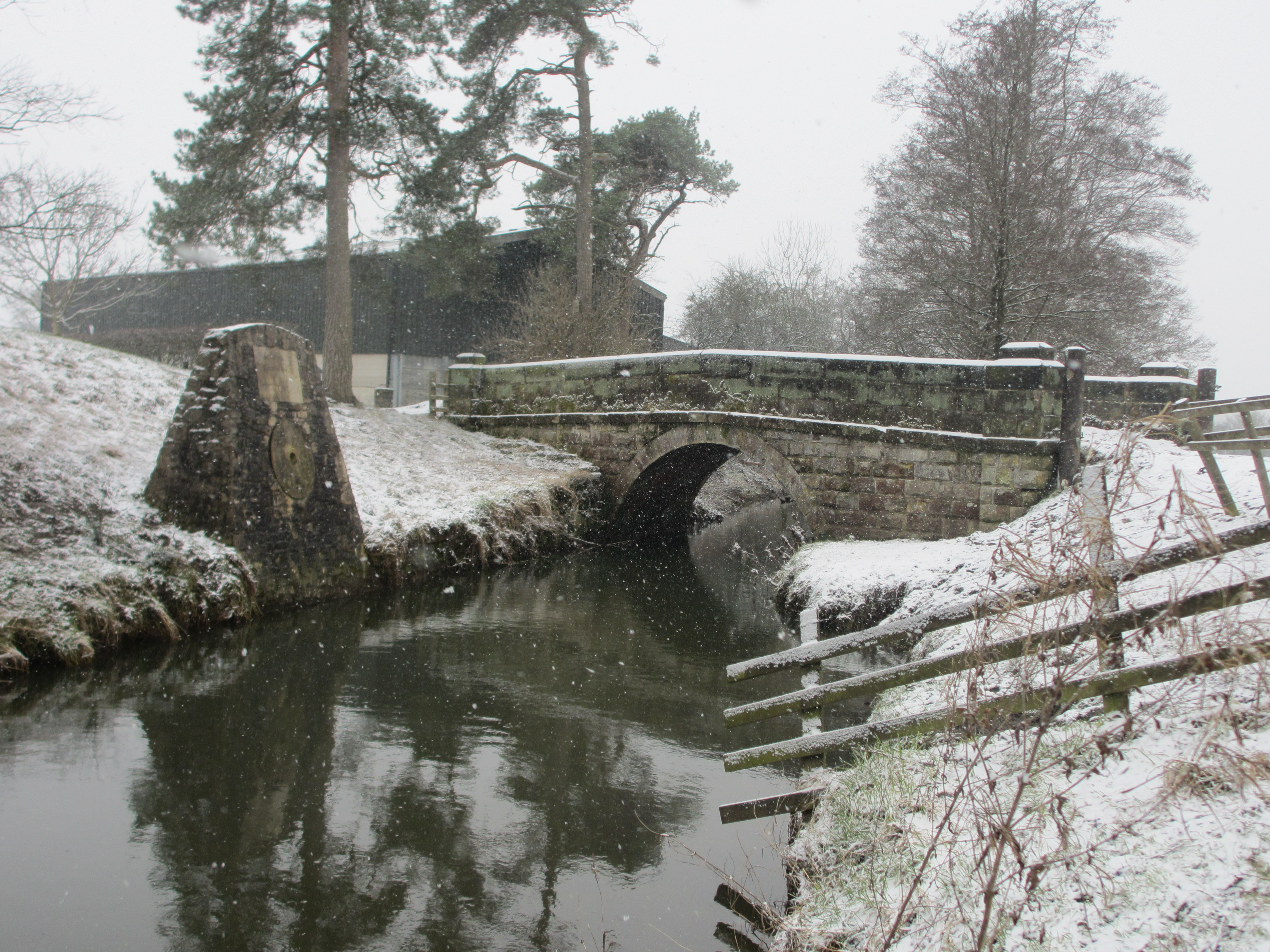
アッパーズが目指すゴール

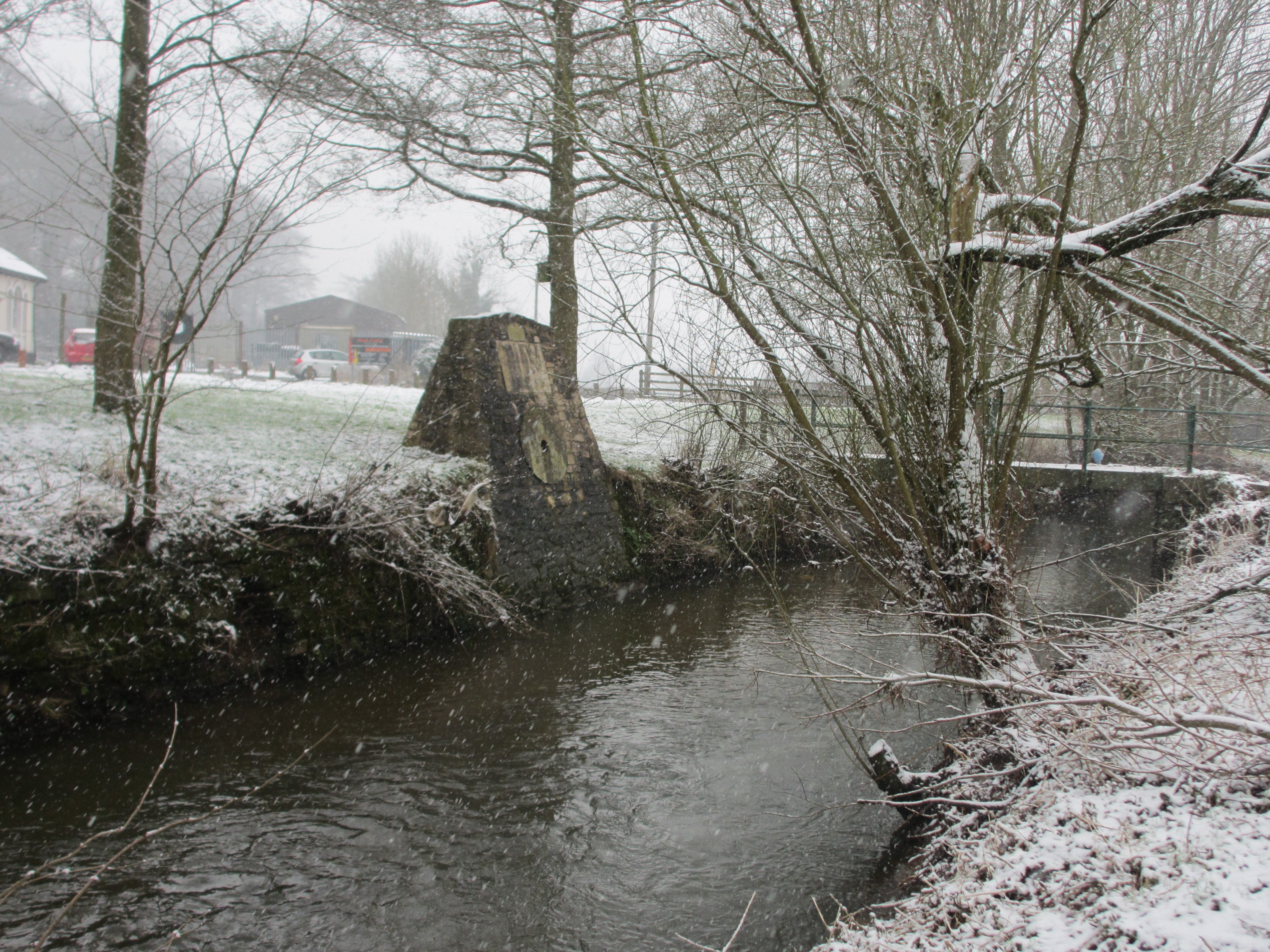
ダウナーズが目指すゴール

街を東から西に流れるヘンモア川を境にして北側の地域の出身者のチーム「Up'Ards アッパーズ」と川の南側出身者のチーム「Down'Ards  ダウナーズ」に分かれて、それぞれのゴールを目指してボールを運ぶ大会。アッパーズが目指すゴールは川上側にあり、街の東寄りの場所にあり、ダウナーズが目指すゴールは川下側、街の西寄りの場所にある。ゴールは川の中にある碑（石碑）で、碑の真ん中の丸い色の変わった部分にボールを3回タッチさせればゴールと認められる。ボールを移動させることに関するルールはほとんど無く、ほとんど何をしても良く、ボールは手に持って走っても、投げても、足で蹴ってもいい。ボールを服の中や袋に隠して運んでもよい。アッシュボーンの街全体をフィールドにして行い、入っていけない場所はせいぜい教会堂と墓地くらいのもので、あとはどこに入っても良く、たとえば個人の住宅の敷地内や商店やスーパーの中に入っても良い。
どちらのチームもゴールを決められずに夜10時を迎えた場合は試合終了となり、引き分けとなる。
ゲームの開始は2日とも午後2時、街の中央あたりのショークロフト駐車場で行われる。初日は開会の宣言、英国国歌「女王陛下万歳」を斉唱した後、街の人々を代表するために選ばれた人が台の上からボールを群衆の中に投げ込みそれと同時にゲームは始まる。2日目にボールを投げ入れる役は特別な招待客が行うのが慣例になっている。
1928年にイギリスの王太子エドワード（後の英国王エドワード8世）がボールを投げ入れた時から、この祭りに「Royal」という語を冠して「Royal Shrovetide Football」とも呼ばれるようになった。
ゴールを決めた人には、様々な意味を込めた図柄と当人の名前を記したボールが授与される。ちょうど様々な大会で勝利者にトロフィーが贈られているようなものである。この大会でゴールを決めることは街の男にとって特に大きな誇りとなる。数百年も前の記念ボールも記念館に保管されていて、その名は街で語り継がれている。
男たちはそれぞれ毎年同じ服を着て参加するのが慣例となっている。服の色や図柄によって離れていても互いに誰か一目で判るからである。中には30年も同じ服で参加しているのでそれが穴だらけでボロボロになってしまっている人もいる。
主力選手となっている屈強な男たちはアッパーズ、ダウナーズとも数十名ほど。普段はたとえば配管工や建設作業員などとしてこの街や周辺の地域で働いている人々である。アッパーズ、ダウナーズ側それぞれに、主力選手たちが普段集う店がある（ちなみにダウナーズが集う店は「Wheel Inn（車輪の宿）」である）。店には過去の勝利で得た記念のボールが誇らしげにいくつも飾られている。特にこの祭りに熱中している男たちは、一年のほとんどをこの祭りのために過ごしているといっても過言ではない。この大会で勝つために日ごろから走り込みやウェイトリフティングなどのトレーニングを積み、店で仲間たちと交流し作戦を練っている。
アッパーズが得意とする手法は、多人数でボールを取り囲むようにスクラム（「hug ハグ」と地元の人々は呼ぶ）を組み、スクラムを組んだままゴールへ進んでゆく手法である。ダウナーズの得意とする手法は、スクラムからボールが飛びだした時（これを「brake ブレイク」と地元の人々は呼ぶ）に川へとボールを運びこみ、東から西へと流れる水の流れも利用しつつゴールへとボールを運ぶ手法である。
ルールは「殺さない、ボールを隠してはならない、教会の敷地に入ってはならない」だけだとも言われているが、実際には（ボールを隠すような）奇策が用いられたことがあり、たとえば群衆がボールを見失った時に、年頃の女性が服のお腹の部分にボールを入れ妊婦のフリをし、同じく若い男性と二人で夫婦を装って敵ゴールへと近づくという作戦が行われたことがあるがこれはゴール直前でボールを取り出したところで見つかってしまったという。また、横丁でこっそり女性に渡し、ショッピングバッグに入れさも買い物客のようなフリをしてボールを運ぶという作戦もとられたことがあるが、すぐに人々に気付かれてしまったという。奇策がうまくいった例としては、ダウナーズの策士が、川で揉み合っている時にとっさに黒いビニール袋にボールを入れ水中の木の枝にひっかけて隠し、人々が探しに去った後に運びゴールすることに成功したこともあったという。
この大会では乱暴なプレーは一般的であるため、手や足を骨折してしまう人もいる。興奮した参加者同士が殴り合いを始めてしまうことがあるが、経験豊富なプレーヤがすかさず仲裁に入り治まるのが一般的である。これは、祭りが済めば同じ街の仲の良い仲間同士に戻るのだから過度な喧嘩は好ましくないと考えられているからである。参加者たちがプレーのはずみで個人宅や商店などの一部を壊してしまうことがあるが、この祭りのために専用の保険がかけてあり、被害者には修繕費用などが出るため、参加者たちはこの点をあまり気にすることなく、思う存分闘うことができる。壊されがちな地区に住んでいる住人たちも、街を盛り上げるこの祭りに理解を示しており、それにもし何かあれば保険で修理されるのであまり心配していない。
アッシュボーンの男子にとってはこの競技に参加が認められることが「大人」に仲間入りすることを意味し、参加させはじめる年齢については親たちは子供の成長の程度を見てそれぞれの判断で決めていて一様ではないが、例えば14歳ころに「自分の行動に責任が持てるようになった」として参加させはじめる。母親たちは子供に怪我が無いようにと祈るような気持ちで送り出している。こうした年齢の 小柄でまだ十分鍛えていない身体では、身体の大きな主力選手たちのスクラムに巻き込まれると押し倒されて踏みつけられてしまったりするので、例えば脚の速い子供ならば、スクラムと離れた場所に立ち、ボールがスクラムから飛び出した時にすかさず受け取り速く走る役をまかされるなど、相応の役割分担がなされている。
大会はアッシュボーンの街を挙げて行われており、アッシュボーン出身者はこの祭りの期間になると遠方から里帰りしてこの競技に参加する人も多い。この祭りの期間中は観光客や取材陣も多数訪れ大いに賑わう。